# Индуизм в Австралии
Индуизм в Австралии является одной из малочисленных религий. По данным переписи 2011 года, 276 000 человек, 1,3 % от общей численности населения Австралии считают себя индуистами (по сравнению с 148 119 в 2006 году). Индуизм является одной из быстро растущих религий в Австралии в основном за счет высокого уровня иммиграции.

## История
В 19 веке индуисты впервые переселились из Индии в Австралию, чтобы работать на хлопоковых и сахарных плантациях. Многие остались, как мелкие предприниматели, работая в качестве погонщиков верблюдов, купцов и торговцев, продавая товары малым сельскими общинам. Индуисты являлись профессионалами в таких областях, как медицина, инженерное дело, торговля и информационные технологии.
Индуисты в Австралии в основном имеют индийское и непальское происхождение. Большая часть австралийских индуистов живёт вдоль восточного побережья Австралии, в основном в городах Мельбурне и Сиднее. Община индусов живёт мирно и в согласии с местным населением. Ими были построены ряд храмов и других культовых сооружений чтобы отмечать индуистские праздники.

## Хронология
Хронология поселения индуистов в Австралии.
- В 300 г. н. э. — Индонезийские индуистские купцы установили контакты с австралийскими аборигенами.
- 1788 — В составе индийских экипажей на торговых судах из Бенгальского залива.
- 1816 — Покинули порт Калькутты и прибыли в Сидней в роли домашней прислуги в европейских семьях и в качестве рабочей силы.
- 1844 — П. Фрелл, живший в Индии, привез 25 домашних работников из Индии в Сидней, в том числе несколько женщин и детей.
- 1850 — Индуистский синдх, купец, Шри Раммулл, поселился с семьей Мельбурне, и занялся торговлей, его дело продолжили потомки в третьем и четвёртом поколении.
- 1857 — Перепись показала 277 индусов в Виктории. Золотая лихорадка привлекла индийцев в Австралию, на золотые прииски в штате Виктория.
- 1893 — Перепись показала, что 521 индус живёт в Новом Южном Уэльсе.
- 1901 — Почти 800 индусов живут в Австралии, большинство из них на севере штатов Новый Южный Уэльс и Квинсленд.
- 1911 — Насчитали 3698 индусов по всей стране.
- 1921—2200 индусов живут в Австралии.
- 1977 — Был построен первый индуистский храм в Австралии, Шри-Мандир Храм. Его основали Доктор Прем Шанкар, доктор Падманабн Шриндхан Прабху и доктор Ананд, который купил старый дом и заплатил $ 12000, чтобы перестроить его в храм.
- 1981 — Перепись показала 12 466 индуистов в штате Виктория и 12 256 в Новом Южном Уэльсе, из общего числа индуистов 41 730 по всей стране.
- 1985 — Был построен храм богу Сканде.
- 1996 — Число индуистов из Индии составило 31 % от всех индуистов Австралии. По переписи всего индуистов было 67 270 человек.
- 2001 — По данным переписи населения в Австралии находятся 95 128 индуистов.
- 2003 — Был построен храм бога Ганеши.
- 2006 — По данным переписи число индуистов составило 148 119 человек.

## Демографическая статистика

Количество индуистов в процентах от общей численности населения в Сиднее 2011 год

По данным переписи 2006 года, 44,16 % всех австралийских индуистов, являются выходцами из Индии, 47,20 % из Фиджи, 1,84 % из Индонезии, 3,42 % из Малайзии, и 18,61 % из Шри-Ланки.
Для 17 % австралийских индуистов английский язык является родным. Число австралийских индуистов, считающих один из этих языков родным:
- Всего — 275 534
- Хинди — 81892
- Английский — 39800
- Тамильский — 36940
- Гуджарати — 29250
- Непальский — 21766
- Телугу — 16717
- Панджаби — 9442
- Маратхи — 7774
- Малайский — 5938
- Бенгальский — 5685
- Французский — 1180
- Индонезийский — 1171

## Галерея

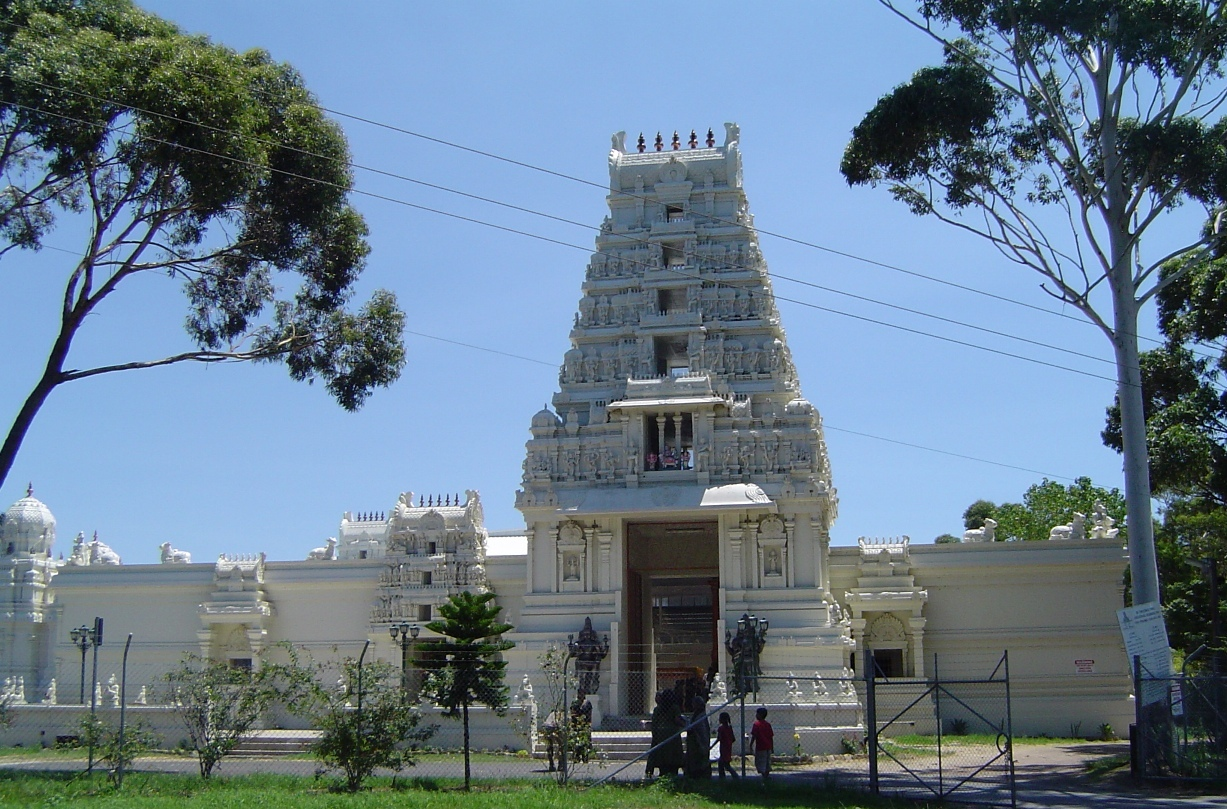
Храм Шри Венкатешвара, Хеленсбург (Австралия) Новый Южный Уэльс, Австралия
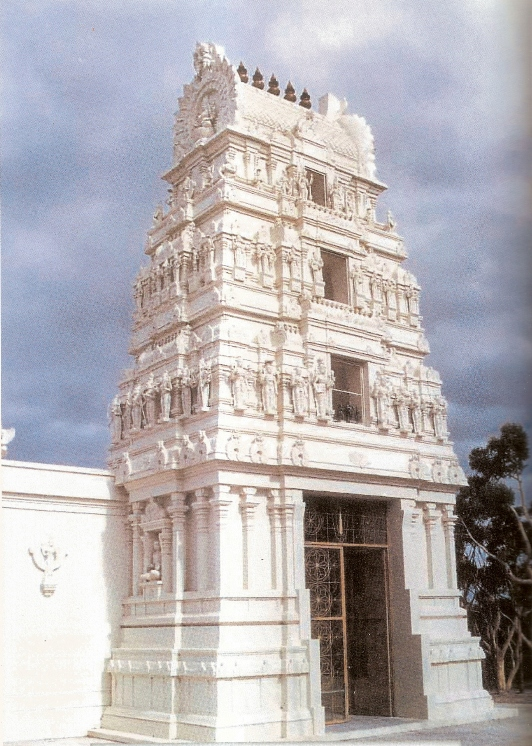
Главный гопурам храма Шри Венкатешвара, Хеленсбург (Австралия) Новый Южный Уэльс, Австралия
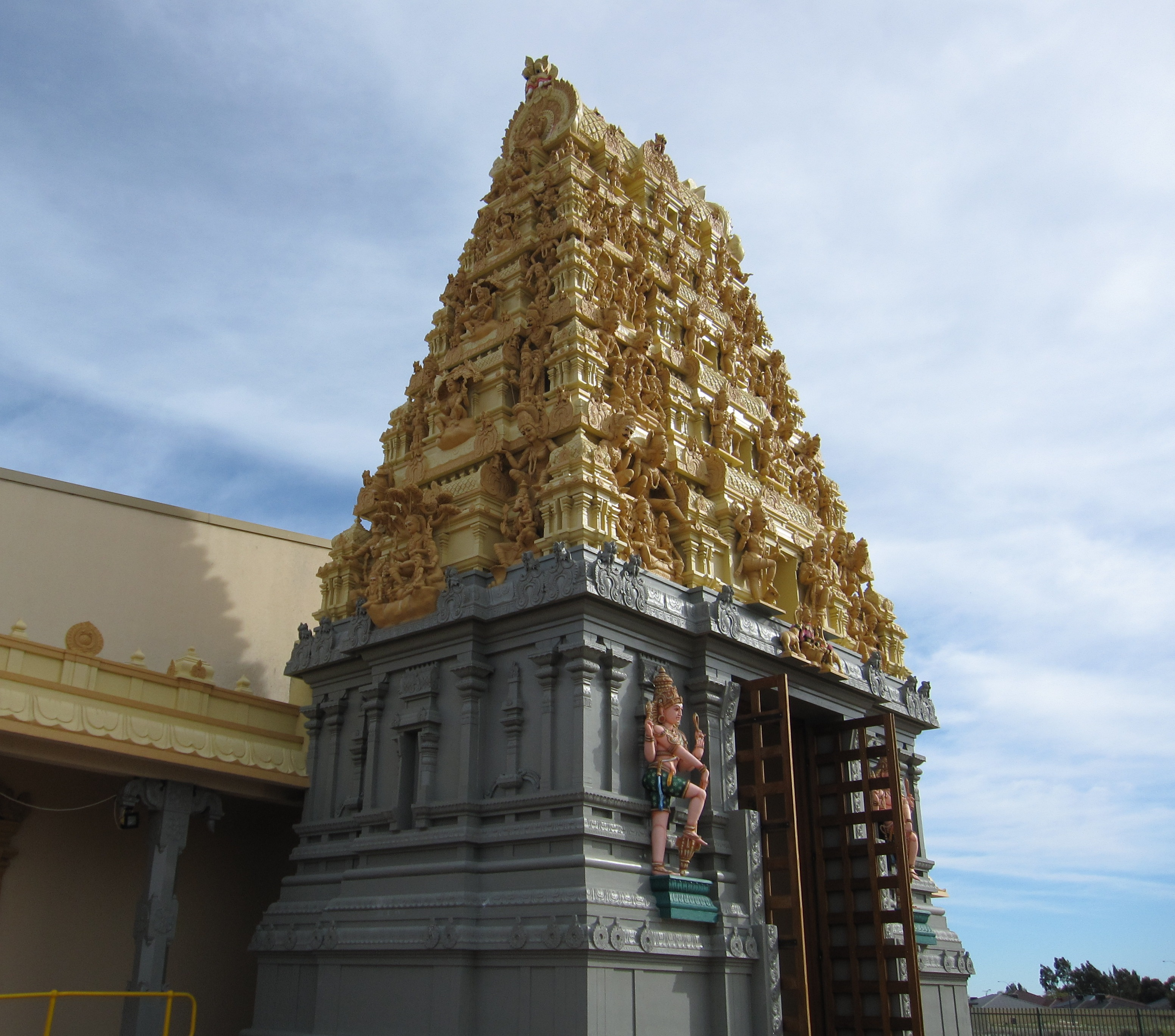
Храм богу Шиве, Перт (Австралия)
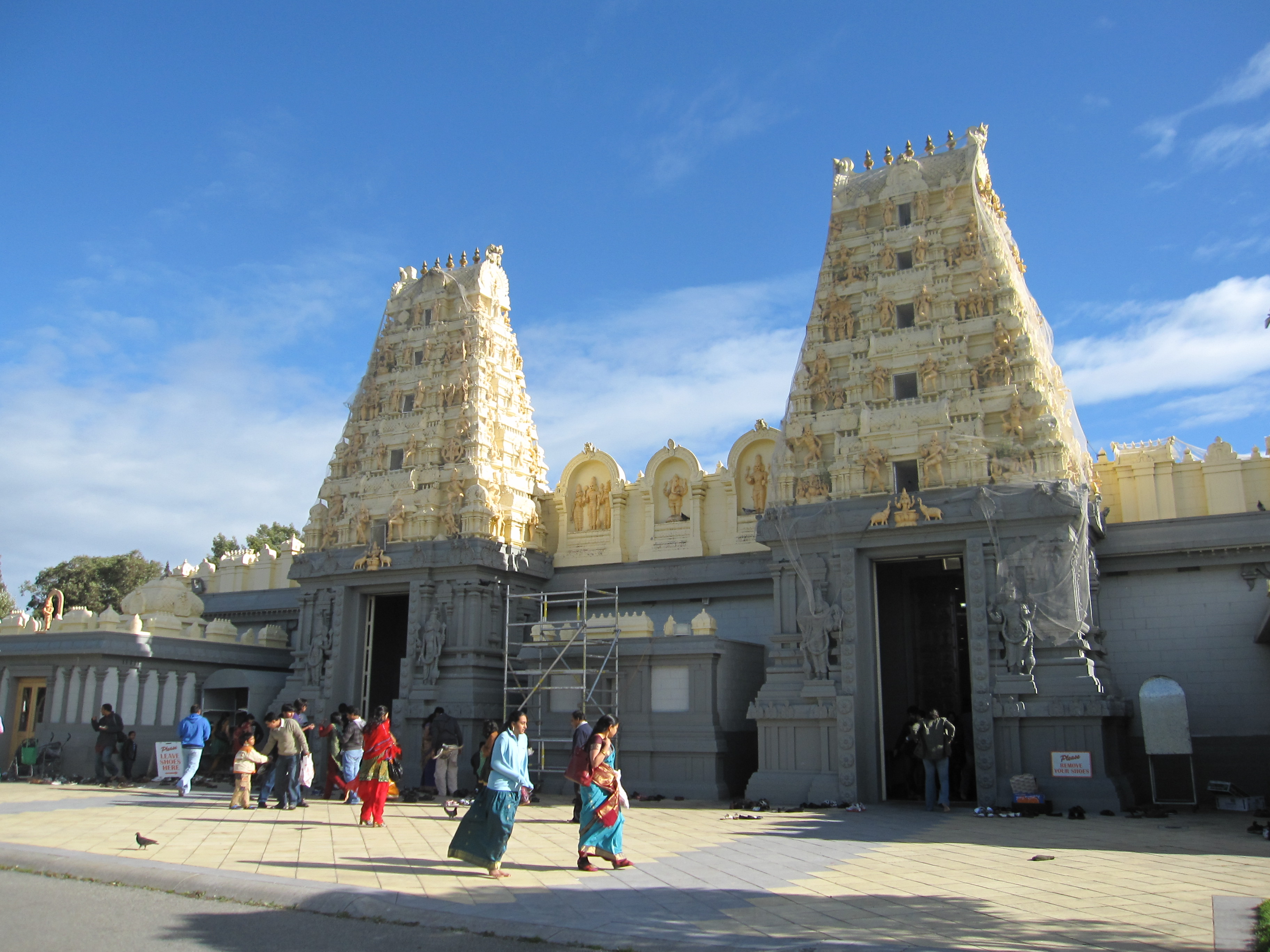
Храм Шиве и Вишну, Мельбурн
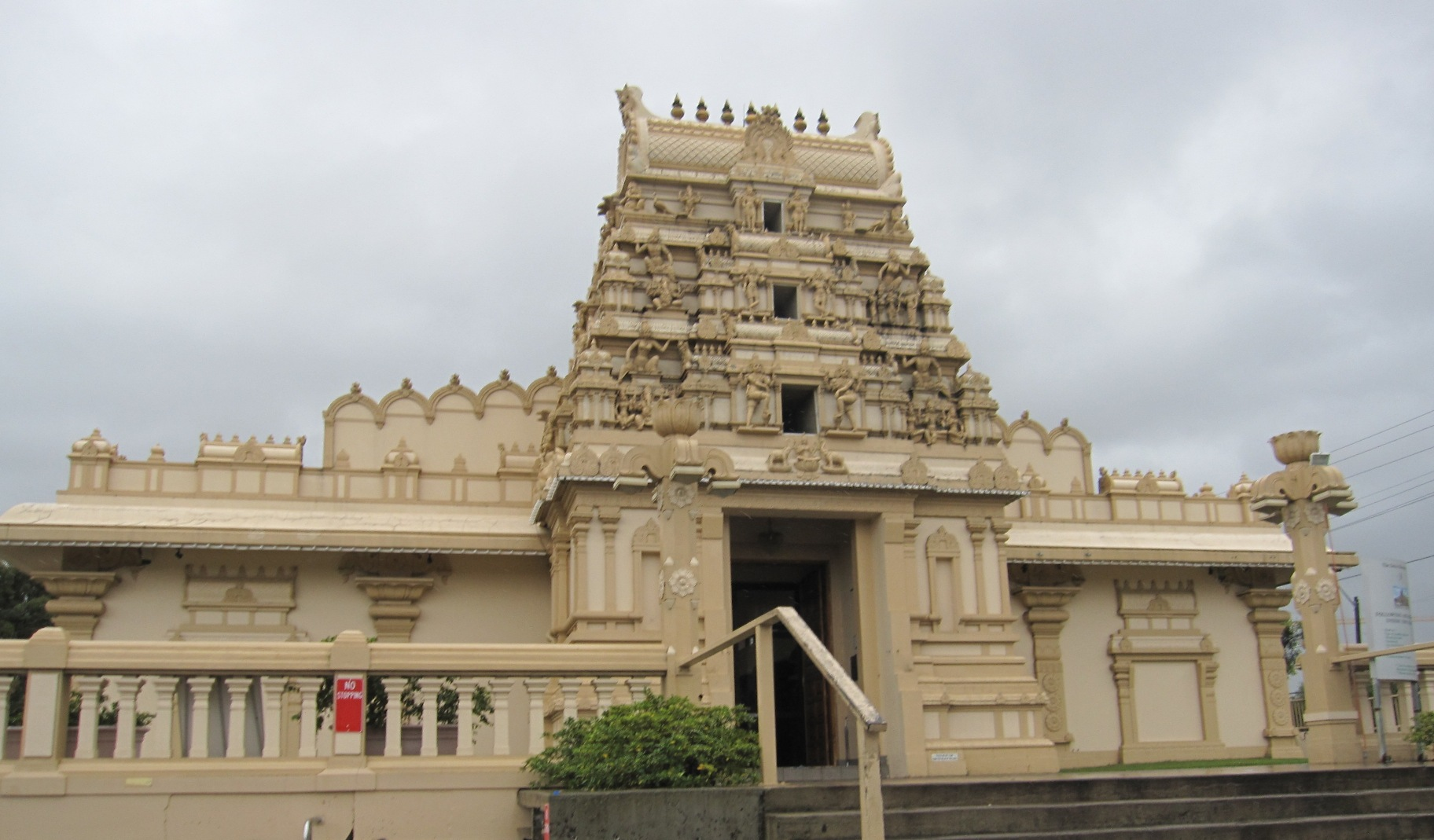
Храм Муругана, Сидней